# Bandeira da Pensilvânia

Bandeira da Pensilvânia.

Bandeira do governador

A Bandeira da Pensilvânia consiste no selo do estado sobre um fundo azul.
Surgiu em 1799, no entanto, só foi regulamentada por lei em 1907.